# فدراسیون بین‌المللی حسابداران
| فدراسیون بین‌المللی حسابداران | فدراسیون بین‌المللی حسابداران                                                 |
| ---------------------------- | ---------------------------------------------------------------------------- |
|                              |                                                                              |
| شعار                         | پشتیبانی از پایندگی سازمان‌ها، بازارها، و اقتصادها از راه توسعه حرفه حسابداری |
| بنیان‌گذاری                   | ۷ اکتبر ۱۹۷۷، ژنو، سوییس                                                     |
| شخصیت حقوقی                  | انجمن، طبق قانون مدنی سوییس                                                  |
| مقر                          | نیویورک، آمریکا                                                              |
| اعضا                         | ۱۷۳ انجمن از ۱۲۹ کشور                                                        |
| زبان رسمی                    | انگلیسی                                                                      |
| دبیرکل                       | Fayezul Choudhury (بنگلادشی‌تبار تبعه انگلستان)                               |
| مدیرعامل                     | <Warren Allen (نیوزلندی)                                                     |
| تارنمای رسمی                 | http://www.ifac.org/                                                         |

فدراسیون بین‌المللی حسابداران (آیفک) مهم‌ترین و تأثیرگذارترین نهاد حرفه‌ای بین‌المللی حسابداری در جهان است. ۱۷۳ انجمن حرفه‌ای حسابداری از ۱۲۹ کشور جهان در آیفک عضویت دارند. در این انجمن‌ها در مجموع بیش از دو و نیم میلیون حسابدار شاغل در حرفه‌های حسابداری و حسابرسی بخش‌های دولتی و خصوصی سراسر جهان عضو هستند. آیفک از این حیث یکی از بزرگ‌ترین تشکل‌های حرفه‌ای در جهان است.

## هیئت‌های استانداردگذار بین‌المللی آیفک
فرایند استانداردگذاری آیفک از راه هیئت‌های استانداردگذار بین‌المللی آن در چهار زمینه (۱) حسابرسی و اطمینان‌دهی، (۲) آموزش، (۳) اخلاق، و (۴) بخش عمومی انجام می‌شود. جزئیات اهداف و استاندارهای وضع‌شده از سوی این چهار هیئت در بخش مربوط به هر یک از آن‌ها بر روی وبگاه رسمی آیفک در دسترس همگان است.

نمایه (۱)- چهار هیئت استانداردگذار بین‌المللی آیفک
| سرواژه نام هیئت | نام کامل هیئت                                    | توضیحات |
| --------------- | ------------------------------------------------ | --- |
| IAASB           | هیئت استانداردهای بین‌المللی حسابرسی و اطمینان‌دهی | نهاد استانداردگذاری بین‌المللی برای حسابرسی، کنترل کیفیت، دیگر خدمات اطمینان‌دهی، و خدمات مرتبط با آن‌ها، و هم‌چنین، تسهیل هم‌گرایی استانداردهای بین‌المللی و ملی، و جلب اعتماد عمومی به حرفهٔ حسابرسی و اطمینان‌دهی جهان است. این هیئت از ۲۰۰۴ تا به امروز ۳۶ استاندارد بین‌المللی حسابرسی (ISA) و یک استاندارد بین‌المللی کنترل کیفیت (ISQC) تدوین کرده‌است. متن کامل این استانداردها در تارنمای آیفک، بخش مربوط به این هیئت در دسترس است. |
| IAESB           | هیئت استانداردهای بین‌المللی آموزش حسابداری       | نهاد استانداردگذاری بین‌المللی برای گسترش و بهبود آموزش حسابداری شامل دانش، مهارت‌ها، ارزش‌ها، اخلاق، و نگرش‌های حرفه‌ای است. این هیئت تا کنون ۸ استاندارد بین‌المللی آموزش (IES) تدوین کرده‌است. متن کامل این استانداردها در تارنمای آیفک، بخش مربوط به این هیئت در دسترس است. |
| IESBA           | هیئت استانداردهای بین‌المللی اخلاق برای حسابداران | نهاد استانداردگذاری بین‌المللی برای اخلاق حسابداران حرفه‌ای، و هم‌چنین، تسهیل هم‌گرایی استانداردهای اخلاقی بین‌المللی و ملی شامل الزامات استقلال حسابرسان است. آخرین ویرایش آیین‌نامه اخلاقی برای حسابداران حرفه‌ای در ۲۰۱۰ تدوین و منتشر شد، و از ۱ ژانویهٔ ۲۰۱۱ لازم‌الاجرا است. متن کامل این آیین‌نامه و راهنمای آن در تارنمای آیفک، بخش مربوط به این هیئت در دسترس است.                                                                 |
| IPSASB          | هیئت استانداردهای بین‌المللی حسابداری بخش عمومی   | نهاد استانداردگذاری بین‌المللی برای حسابداری بخش عمومی، و ارائه رهنمود و منابع برای استفاده واحدهای بخش عمومی سراسر جهان است. این هیئت، رهنمودهای بهینه گزیده‌ای را ترویج می‌کند، و تبادل اطلاعات بین حسابداران و افراد شاغل در بخش عمومی را تسهیل می‌کند. متن کامل استانداردها، رهنمودها، و منابع تولیدی این نهاد در تارنمای آیفک، بخش مربوط به این هیئت در دسترس است.                                                               |

## هیئت نظارت منافع عمومی (PIOB)

هیئت نظارت منافع عمومی (PIOB)

در ۲۸ فوریهٔ ۲۰۰۵، پس از رسوایی‌های مالی آغاز هزارهٔ سوم، هیئت نظارت منافع عمومی (PIOB) -که یک نهاد بین‌المللی است- با هدف نظارت بر فعالیت‌های آیفک بنیان‌گذاری شد. این هیئت اطمینان می‌دهد استانداردهای تدوین‌شده از سوی آیفک در راستای منافع عمومی قرار دارند.

## آیفک نت

موتور جستجوی آیفک نت به نشانی http://www.ifacnet.com/

آیفک با هم‌کاری انجمنهای عضو خود در ۲۰ اکتبر ۲۰۰۶، موتور جستجوی آیفک نت (www.ifacnet.com) را راه‌اندازی کرد. آیفک نت برای همهٔ حسابداران حرفه‌ای سراسر جهان یک شبکهٔ دانش جهانی، و دسترسی بی‌وقفهٔ و بی‌درنگ به دامنهٔ گسترده‌ای از منابع فایده‌مند شامل به روش‌ها، مقالات، ابزارها، و فنون فراهم می‌کند.

## انجمن‌های ایرانی عضو آیفک
از ایران، دو تشکل حرفه‌ای زیر عضو پیوسته آیفک هستند:

لوگوی قدیمی فدراسیون بین‌المللی حسابداران (آیفک)

- IICA: انجمن حسابداران خبره ایران[۱۱]
- IACPA: جامعه حسابداران رسمی ایران[۱۲]